# ں
Ne doit pas être confondu avec Nūn africain ‹ ࢽ ›.
Le nūn sans point ou nūn ghunna est une lettre de l’alphabet arabe qui était anciennement utilisée dans l’écriture de l’arabe. Elle est aussi utilisée comme variante du nūn dans l’écriture du cachemiri, du kohistani de Kalam, du kalasha, de l’ourdou, du pendjabi, du phalura, du saraiki et du shina, dans lesquelles elle indique la nasalisation de la voyelle qui la précède. En ormuri, c’est une lettre à part entière, indiquant aussi la nasalisation.

## Utilisation
En ancien arabe écrit dans le style d’écriture rasm, la forme archaïque du nūn ‹ ن › n’avait de point dans aucune de ses formes et était identique au bā sans point ‹ ٮ ›, forme archaïque commune du bāʾ ‹ ب ›, du tāʾ ‹ ت › et du ṯāʾ ‹ ث ›.
En ourdou, les formes isolées et finales du nūn ghunna ‹ ں ‍ں › n’ont pas de point suscrit et indiquent la nasalisation de la voyelle qui les précède. Pour indiquer la nasalisation au milieu d’un mot, les formes initiales et médianes du nūn (avec point) ‹ ن‍ ‍ن‍ › sont utilisées et auxquelles peut-être ajouté un signe diacritique nun ghunna ‹ ن٘‍ ‍ن٘‍ ›. Par exemple :
- ‹ ماں › māṅ [mãː] « mère » ;
- ‹ سماں › samāṅ [samãː] « image » ;
- ‹ کنواں › kuṅwāṅ [kũvãː] « bien » ;
- ‹ ٹانگ › ou ‹ ٹان٘گ › ṭāṅg [ʈãːɡ] « jambe » ;
- ‹ ہنسنا › ou ‹ ہن٘سنا › hṅsna [hə̃snaː] « rire ».
- ‹ اينٹ › ou ‹ اين٘ٹ › īṅṭ [ĩːʈ] « brique ».

En ormuri, ‹ ں › indique la nasalisation en début, au milieu ou en fin de mot.

## Représentation informatique
| formes | représentations | chaînes de caractères | points de code | descriptions                 |
| ------ | --------------- | --------------------- | -------------- | ---------------------------- |
| lettre | ں               | ں                     | U+06BA         | lettre arabe noûn sans point |